# Kyle Sullivan
Kyle Russell Sullivan, född 24 september 1988 i Los Angeles, Kalifornien, är en amerikansk skådespelare. Han är mest känd för sin medverkan i serien All that 2002–2005 och The War at Home. Han har även synts i serier och filmer som Malcolm - Ett geni i familjen, Fillmore! (röst), Alex Mack, The Amanda Show, NewsRadio, Chicago Hope, Galen i dig, Cityakuten, Scrubs och Max Keeble's Big Move.